# Aristolochia paraensis
Aristolochia barbata é uma espécie de planta trepadeira da família das aristoloquiáceas conhecida popularmente como raiz-do-sol.
A planta está descrita na Flora Brasiliensis de Martius..